# Knikkerorgel
Het knikkerorgel (Engels: Marble Machine) is een kunstwerk en muziekinstrument bespeeld en gemaakt door Wintergatan. Het maakt gebruik van knikkers om geluid mee voort te brengen.
Het werd ontworpen door de Zweedse muzikant Martin Molin en hij noemde het instrument Marble machine. Hij bouwde het instrument op uit 3000 met de hand vervaardigde, hoofdzakelijk houten delen. In het enorme bouwwerk worden 2000 knikkers langs diverse trajecten geloodst, waarna zij op mechanisch geprogrammeerde wijze in een vrije val belanden op de klankstaven van een vibrafoon, aangevuld met bekkens en kleine slagplaatjes met ingebouwde microfoons voor de ritmesectie, en een ingebouwde basgitaar waarvan de toonhoogte van de aangeslagen snaren met de hand kan worden aangepast. De andere hand bedient een handwiel om de machine aan te drijven.De Marble Machine heeft feitelijk alleen goed gewerkt tijdens de opname van de video, die viraal is gegaan op YouTube. Door veel mechanische problemen heeft Molin besloten om de machine met 'pensioen' te laten gaan. In de zomer van 2017 heeft Molin de Marble Machine voor een tijdelijke expositie in het Museum Speelklok weer in elkaar gezet echter kon hij niet meer worden gedemonstreerd. Overigens kreeg Molin de inspiratie voor het bouwen van het knikkerorgel na een eerder bezoek aan het museum Speelklok. Met name de speeltrommel van het torenuurwerk met carillon (beiaard) in het museum gaf directe inspiratie voor het bouwen van dit moderne orgel. Molin is op dit moment bezig met het bouwen aan een opvolger van de Marble Machine, namelijk de Marble Machine X.
Andere bijzondere muziekinstrumenten die Martin ontwierp en bespeelt, zijn een elektrisch aangedreven speeldoos met papieren ponsband en een modulin (samenvoeging van MODUlar synthesizer  en vioLIN)